# Хорал
Церко́вний гімн (грец. hýmnos — похвальна пісня), також хорал — урочистий музичний твір на слова символічного змісту, вживається здебільшого як символ церкви та оголошених нею святих (поряд з іншою церковною атрибутикою: хоругвами, хрестом, євангелієм, свічками тощо). 
Як жанрова форма поезії еволюціонував з церковних хвалебних пісень, що завершувались молитвою до християнських святих, Богородиці, Ісуса Христа, Пресвятої Трійці та окремих її осіб. У добу Середньовіччя знаний як хорал. Гімн поширювався і в ренесансно-бароковій Україні (кондаки). Гімн пов'язується з урочистими подіями релігійного та церковного значення, з офіційними церемоніями, ювілеями і т.п.
Церковні гімни часто відносяться до святкових днів, як наприклад: Різдво Христове, Воскресіння Христове, Великий піст — та празники окремих святих. Темою також можуть стати церковні чини і практики, такі як: молебень, похорон, Святе Причастя (Євхаристія), хрестини, вінчання тощо у православних і католицьких церквах.